# کولماین
کولماین (به آلمانی: Kulmain) یک شهر در آلمان است که در Tirschenreuth واقع شده‌است. کولماین ۲٬۴۱۶ نفر جمعیت دارد.